# Porcelain Black
Pour les articles homonymes, voir Beaton et Black.
Alaina Marie Beaton, née le 1er octobre 1985, plus connue sous son nom de scène Porcelain Black, est une auteure-compositrice-interprète pop américaine. Elle définit[réf. souhaitée] son style comme un métissage de Pop et rock industriel. Elle signa avec Virgin Records à 18 ans sous le nom de scène Porcelain And The Tramps. Son style de musique était cependant plus métal et émo, moins commercial, ce qui ne plaisait pas à la maison de disque, qui l'orienta sur un nouveau style. Elle rencontre RedOne en 2009 et diffuse son premier single This Is What Rock N Roll Looks Like en collaboration avec Lil Wayne en 2011. Elle sort son premier album Black Rainbow fin 2012.

## Jeunesse
Alaina est née à Detroit dans le Michigan ; son tatouage sur ses mains indiquant ROCK CITY symbolise cette ville. Son père était coiffeur et possédait son salon : il emmenait souvent sa fille à des séances photos et des défilés de mode, mais les parents de la jeune fille se séparent lorsqu'elle a 6 ans. Après le remariage de sa mère , elles se sont installées à Rochester (Michigan) où elle va au lycée. Ayant vécu dans un milieu moins riche avant le déménagement , Black trouve qu'elle ne s'intègre pas assez avec ses camarades et elle devient mal-aimée. Elle changea souvent d'école à cause de son fort comportement, et son père, qui lui avait transmis son amour de la musique et de la mode, mourut lorsqu'elle avait 16 ans. Black devint une fêtarde, en buvant, fumant du cannabis et en s'amusant avec ses amis. Mais à 18 ans, elle décide de quitter sa ville natale pour partir à New York,,,,..

## Carrière musicale

### Virgin Records
Après être allée à New York, Alaina trouva son manager qu'il l'emmena à Los Angeles : elle signa avec Virgin Records 2 semaines plus tard. Alors qu'elle enregistrait des pistes très industrielles et hard rock sous le nom de Porcelain & The Tramps, son label voulait qu'elle se tourne vers un style plus pop rock, comme Avril Lavigne. Refusant, elle posta ses chansons sur MySpace et reçut plus de 10 millions de vues en quelques mois. Courtney Love, chanteuse du groupe Hole et ex-femme de Kurt Cobain, lui demanda de faire les chœurs sur son dernier album, Nobody's Daughter. La chanson How Do You Love Someone était au départ destinée à Ashley Tisdale,

### Universal Republic: 2009-aujourd'hui
Porcelain rencontre RedOne en 2009, et ils écrivent ensemble la chanson This Is What Rock N Roll Looks Like. Puis elle rencontre son nouveau manager, Derrick "EI" Lawrence. Ensuite, Lil Wayne l'invite sur sa tournée I Am Music Tour. Elle change à cette occasion de nom pour devenir Porcelain Black. Naughty Naughty, le 2e single, est dévoilé en septembre, et envoyé aux radios en octobre 2011. Son premier album Black Rainbow sort début 2012, et est entièrement produit par RedOne. On retrouve également Eminem et Lil Wayne sur le disque.

## Influences et style
Black s'autoproclame fille de Britney Spears et de Marilyn Manson, l'une pour ses chorégraphies et ses provocations, l'autre pour sa musique, ses paroles et son style gothique. Son style visuel et ses cheveux noir et blanc symbolisent une personne à la fois bonne et mauvaise. Elle cite dans les musiciens l'ayant influencée David Bowie, Madonna, Bob Seger, Led Zeppelin, Jimi Hendrix, Nine Inch Nails, Björk, AC/DC et Oasis,.

## Vie privée
Porcelain Black était mariée, de 2012 à 2014, avec Bradley Soileau, que l'on peut voir dans les clips Born to die et Blue Jeans de Lana Del Rey.

## Discographie

### Albums
- Black Rainbow (2012)[11]

### Singles
- This Is What Rock n' Roll Looks Like (featuring Lil Wayne)
- Naughty Naughty[12]
- Mannequin Factory

### Tracklist de Porcelain Black
Porcelain Black a annoncé la tracklist sur Twitter
1. Stealing Candy
2. Make Me Cry
3. Swallow My Bullet
4. Mannequin Factory
5. Naughty Naughty
6. This Is What Rock N Roll Looks Like
7. Screamers
8. King Of The World
9. I'm Your Favorite Drug
10. Pretty Little Psycho
11. How Do You Love Someone
12. Black Rainbow
13. Kisses Lose Their Charm
14. Curiosity
15. Mama Forgive Me